# Zagorzyce (województwo małopolskie)
Zagorzyce – wieś w Polsce położona w województwie małopolskim, w powiecie miechowskim, w gminie Miechów.
W 1163 roku wieś została ofiarowana przez Jaksę z Miechowa zakonowi bożogrobców i należała do nich do kasaty zakonu w 1819 roku. Do 1954 roku siedziba gminy Wielko-Zagórze. W latach 1975–1998 miejscowość należała administracyjnie do województwa kieleckiego.
W Zagorzycach urodził się Stanisław Król - porucznik, pilot Polskich Sił Powietrznych w Wielkiej Brytanii. Uciekinier ze Stalag Luft III, uczestnik tzw. „Wielkiej ucieczki”;